# Chính thống giáo, Chuyên chế và Dân tộc

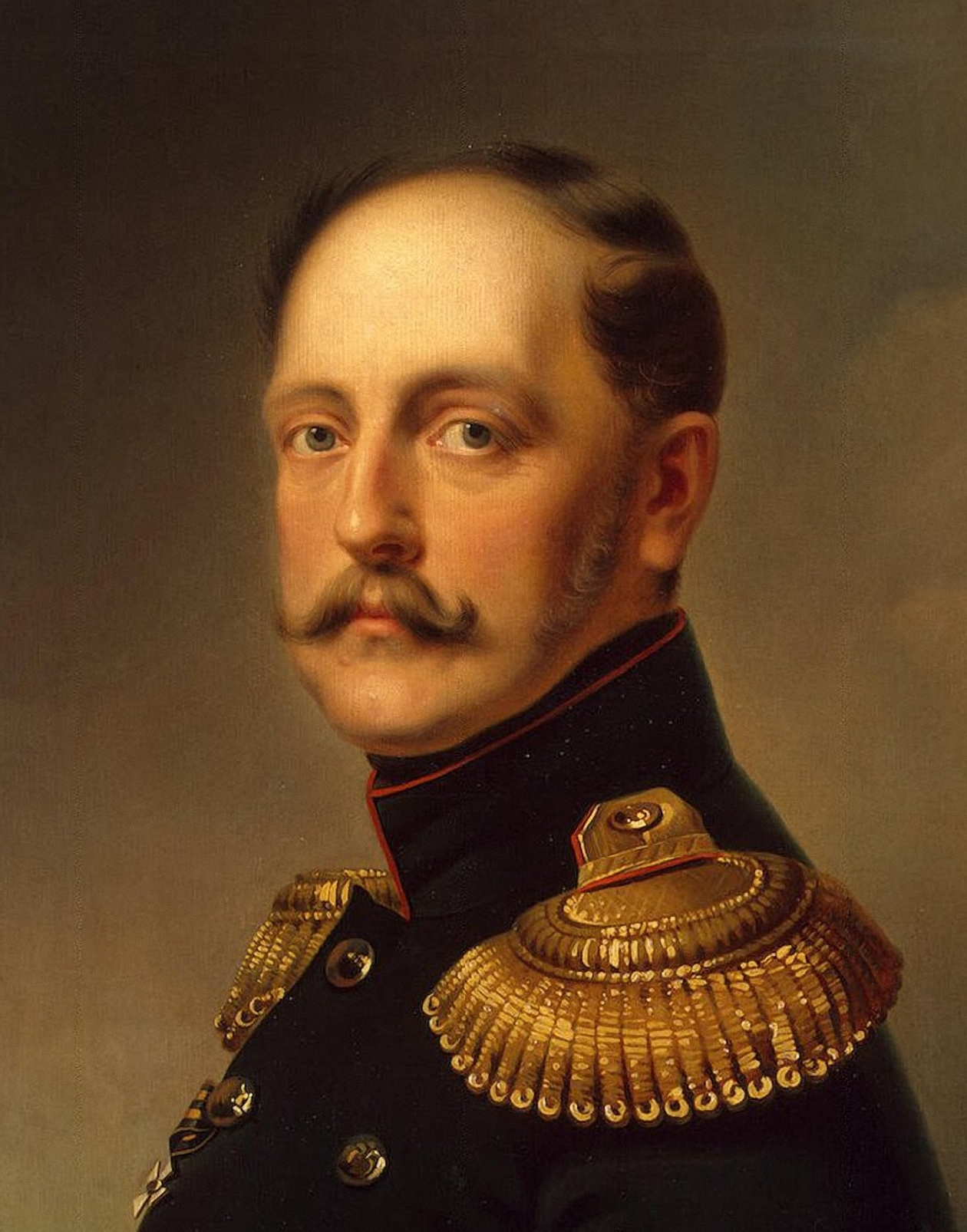
Sa hoàng Nikolai I (trị vì 1825–1855) đã biến chủ thuyết Dân tộc chính thống thành tư tưởng đế quốc chủ đạo về triều đại của mình

Chính thống giáo, Chuyên chế và Dân tộc (tiếng Nga: Правосла́вие, самодержа́вие, наро́дность; Pravoslávie, samoderzhávie, naródnost), còn được gọi là Chủ thuyết Dân tộc chính thống (Теория официальной народности), là tư tưởng chủ thể đế quốc của Nga hoàng Nikolai I. Chủ thuyết chủ trương đi đến một đế quốc hùng mạnh dưới tín ngưỡng Chính thống giáo Đông phương và quyền lực tuyệt đối của hoàng đế, đồng thời đàn áp những ý tưởng được coi là phá hoại thống nhất dân tộc. Nó đi theo một xu hướng phản động rộng lớn hơn ở châu Âu đã tìm cách khôi phục và bảo vệ các thể chế chính trị bị lật đổ trong Chiến tranh Napoléon.
"Bộ ba" của Dân tộc chính thống ban đầu được đề xuất bởi Bộ trưởng Bộ Giáo dục Sergey Uvarov vào ngày 2 tháng 4 năm 1833  thư tròn cho các nhà giáo dục cấp dưới. Nó nhanh chóng được Nikolai và cơ sở của anh ấy chấp nhận và được công nhận rộng rãi, được hỗ trợ bởi những người trí thức như Mikhail Pogodin, Fyodor Tyutchev và Nikolai Gogol.